# Râul Grivele, Surpata
Râul Grivele este un curs de apă, afluent al râului Surpata. 
]